# 903 Nealley
903 Nealley, asteroid vanjskog glavnog pojasa. Otkrio ga je Johann Palisa, 13. rujna 1918.

## Vanjske poveznice
- Minor Planet Center